# Balad, Somalia
Balad (somaleză  Degmada Balcad) este un district din regiunea Middle Shabelle, Somalia.